# Tanba (Kyoto)
Pour les articles homonymes, voir Tanba et Tamba.
Tanba (丹波町, Tanba-chō) est un ancien bourg de la préfecture de Kyoto, ayant existé jusqu'au 11 octobre 2005, date de sa fusion avec les bourgs de Mizuho et de Wachi pour former le bourg de Kyōtamba. Il faisait partie du district de Funai.

## Géographie

### Topographie et hydrographie
Tanba se trouve dans les terres hautes du Tamba (ja), à une altitude moyenne entre 400 et 500 mètres, dans le cours supérieur  du fleuve Yura, dans le centre de la préfecture de Kyoto et du district de Funai,. La majorité du bourg est couvert de forêts. On trouve une longue zone urbanisée le long du Yura, qui traverse le bourg du sud vers le nord en passant par son centre, dans les quartiers de Shūchi et de Komō (蒲生), avant de rejoindre la rivière Takaya (高屋川), qui coule vers l'est dans la municipalité voisin de Wachi. La municipalité occupait une superficie de 74,09 kilomètres carrés.

### Climat
Le climat y est frais et brumeux de l'été à l'automne.

### Villes limitrophes

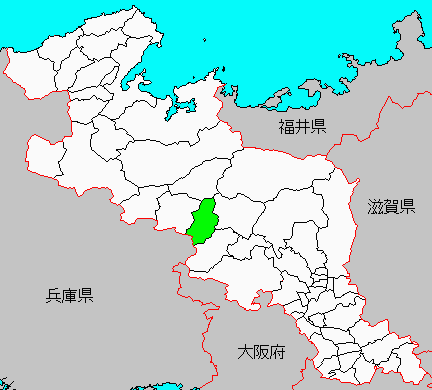
Localisation de Tanba dans la préfecture de Kyoto (tracés territoriaux du 1 avril 1997).

Entités territoriales limitrophes à la date de la fusion du 11 octobre 2005,,. À sa création le 1er avril 1955, Tanba est entouré à partir de l'ouest, en sens horaire, des bourgs de Mizuho (瑞穂町), Wachi (和知町), Hiyoshi (日吉町) et Sonobe (園部町) ainsi que du village de Make (ja) (摩気村), tous cinq du même district de Funai, et des villages d'Okumo (ja) (大芋村) et de Fukusumi (ja) (福住村), tous deux du district de Taki, dans la préfecture voisine de Hyōgo,. La même année, le 15 avril, Okumo, Fukusumi et le village de Murakumo (ja) (村雲村) sont fusionnés pour créer le village de Taki (ja) (多紀村), tandis que le 20 avril, Make est intégré à Sonobe,. Le 28 mars 1975, Taki, devenu bourg en 1960, est fusionné au bourg de Sasayama (篠山町), qui deviendra la ville de Sasayama le 1er avril 1999.

## Histoire
L'ancien bourg de Tanba était un point important sur la route du San'in (ja) (山陰街道) et la route d'Ayabe (綾部街道), vers la province de Wakasa、avec notamment un poste relais à Shūchi (須知宿),. Jusqu'à l'ère Meiji (1868-1912), le relais de Shūchi jouit d'une importance régionale. Durant l'ère Ten'ei (1110-1113), le château de Shūchi (須智城) est construit par Shūchi Keikichi (須知 慶吉), chef de la famille éponyme, à 1,5 kilomètres au nord du bourg. Durant la période de Muromachi (1336-1573), le contrôle de la région passe des mains du clan Yamana (山名氏) à celles du clan Hosokawa (細川氏), pendant huit générations jusqu'en 1392. Durant l'époque Nanboku-chō (1336-1392), le clan Shūchi, seigneur du château, appuie au début la Cour du Sud, mais se range par la suite du côté des Hosokawa, alors gouverneurs de la province de Tamba. Vers 1462, le village de Shūchi est la propriété de l'Unzawaken (雲沢軒), une délégation du sous-temple Unchō-in (雲頂院) du temple Shōkoku-ji (相国寺). En 1489, alors membre d'une rébellion de seigneurs locaux qui durera quatre ans, le château de Shūchi est assiégé par Hosokawa Masamoto et tombe en ruines. Il est cependant rénové, et pendant l'ère Tenshō (1573-1592), Shūchi Motohide (須知 元秀) s'allie avec Akechi Mitsuhide pour prendre le château de Yakami (ja) (八上城), mais meurt en attaquant les Naitō, du château de Yagi. En 1579, Mitsuhide finit par attaquer le château de Shūchi, qui tombe, marquant la fin du clan.
Durant l'époque d'Edo (1603-1868), le village de Shūchi est sous le contrôle du domaine de Tanba-Kameyama (ja) (丹波亀山藩). En 1888, le village comptait 222 ménages, et son économie était centrée sur l'agriculture et la sylviculture. Le 1er avril 1889, à l'adoption de la loi municipale moderne (ja), les villages de Hinokiyama, Umeda, Sannomiya et Shitsumi sont créés dans le district de Funai. En 1899, la ligne San'in ouvre entre Kyoto et Sonobe, et Shūchi regagne l'importance qu'il avait connu durant son ère en tant que poste-relais. En 1910, avec l'extension de la ligne San'in de Sonobe jusqu'à Ayabe, Shūchi est contourné par la ligne et subit un déclin.
Le bourg moderne de Tanba est créé le 1er avril 1955 par la fusion du bourg de Shūchi (ja) (須知町) et du village de Takahara (ja) (高原村),. Shūchi avait précédemment fusionné avec le village de Takeno (ja) (竹野村) le 1er avril 1951. Avec l'ouverture de l'autoroute Kyōto Jūkan et des routes nationales, Tanba devient facilement atteignable depuis le reste de la région du Keihanshin. Le 11 octobre 2005, après des ententes entérinées par l'ouverture d'un comité le 1er avril 2004, Tanba fusionne avec les bourgs de Mizuho (瑞穂町) et de Wachi (和知町), créant le bourg de Kyōtamba (京丹波町),, qui signifie « Tamba-Kyoto ».

## Éducation
On y trouve le lycée préfectoral de Shūchi (ja) (京都府立須知高等学校), le collège municipal de Komono (ja) (京丹波町立蒲生野中学校) et les écoles primaires municipales de Hikari (丹波町立丹波ひかり小学校), Takeno (丹波町立竹野小学校) et Shimoyama (丹波町立下山小学校).

## Politique
Le maire de Tanba de 1994 à 2005 est Yoshio Yokoyama (横山 義雄),.

## Économie
Le bourg de Tanba vit principalement de la production laitière, ainsi que, moindrement, de l'agriculture.

## Culture et patrimoine
On y trouve la halte routière « Tamba Markes » (丹波マーケス), ainsi que le marché de produits locaux « Kyoto Tamba Shokusai » (京都・丹波食彩). Plusieurs commerces et maisons historiques typique de la province de Tamba subsistent à Tanba, aux murs couverts de plâtre blanc et aux avant-toits sur les côtés des pignons, dans le centre historique de l'ancien bourg de Shūchi ; ces maisons sembleraient d'entre la fin des périodes d'Edo et Meiji.

## Transports

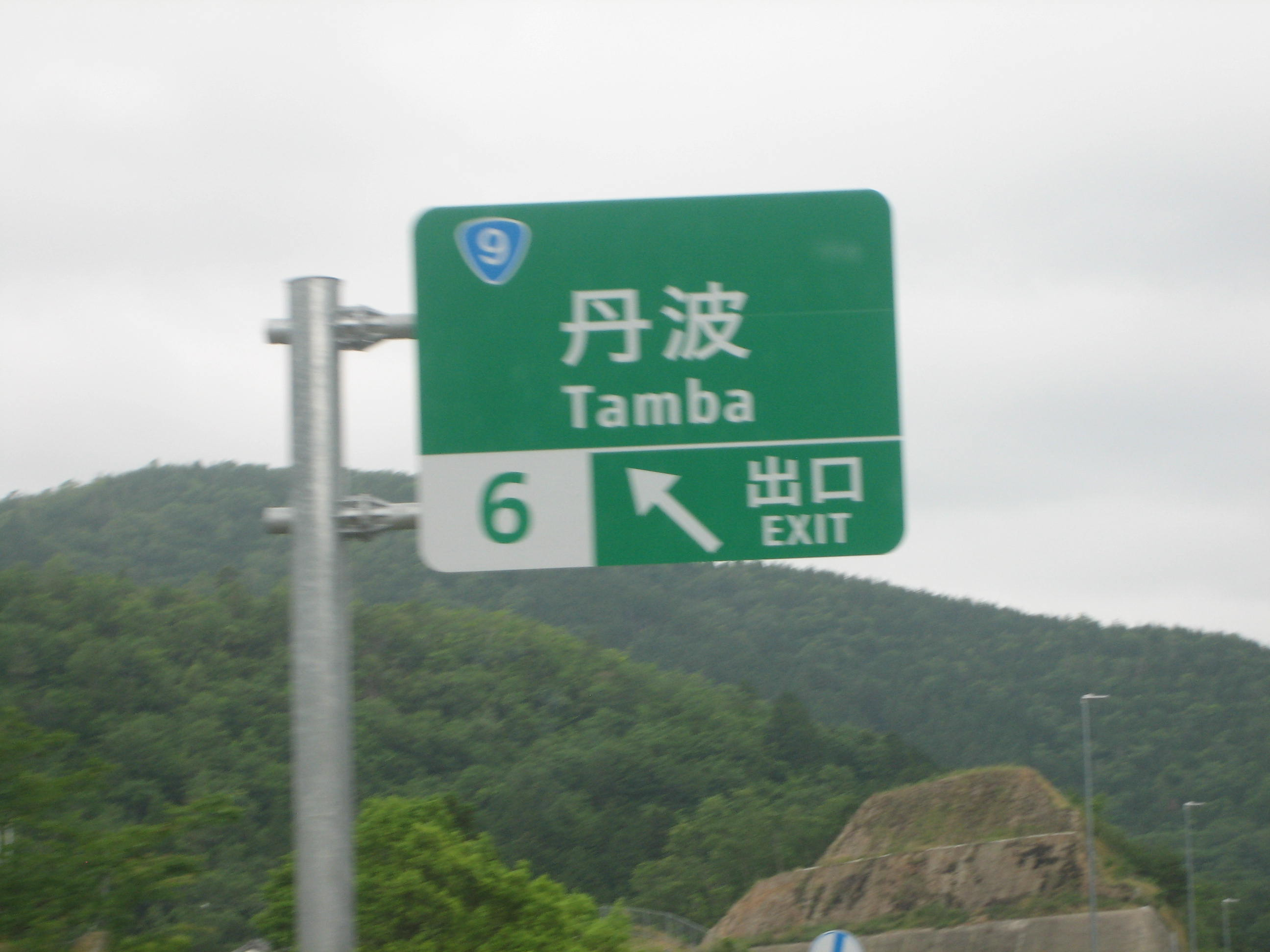
L'échangeur de Tanba.

Tanba est desservie par la ligne principale San'in de JR West, à la gare de Shimoyama (ja) (下山駅), et par les lignes de bus de la Kyoto Kotsu (ja) et de la West Japan JR Bus Company (ja). L'autoroute Kyoto Jūkan (en) traverse Tanba, et on y trouve l'échangeur de Tanba.
Les routes nationales 9 (ja) et 27 (ja),, ainsi que les routes préfectorales 26 (ja), 80 (ja), 444 (ja), 445 (ja), 446 (ja), 453 (ja) et 702 (ja) passent dans Tanba.

## Jumelages
- Ville de Hawkesbury, Nouvelle-Galles du Sud (Australie), signé le 7 juin 1988, renouvelé par le bourg de Kyōtamba en février 2007 après la fusion[14],[15],[16]
- Kamishihoro (Hokkaidō), signé le 1er janvier 1976, dissout après la fusion municipale[17]